# Kovizla
Kovizla (em cirílico: Ковизла) é uma vila da Sérvia localizada no município de Brus, pertencente ao distrito de Rasina. A sua população era de 45 habitantes segundo o censo de 2011.

## Demografia
| 1948 | 1953 | 1961 | 1971 | 1981 | 1991 | 2002 | 2011 |
| ---- | ---- | ---- | ---- | ---- | ---- | ---- | ---- |
| 62   | 73   | 81   | 83   | 75   | 63   | 59   | 45   |